# Carmen Souza
Carmen Souza (Lisboa, 1981) é uma cantora luso-caboverdiana.

## Biografia
Filha de pais cabo-verdianos, fala crioulo, português, Inglês, Alemão. Iniciou a carreira num grupo de gospel de Portugal. Aos 17 anos, conheceu o baixista Theo Pas’Cal, que passou a ser seu produtor. Juntos, os dois criaram um estilo unindo a cultura cabo-verdiana aos ritmos tradicionais africanos e ao jazz.

## Discografia
- 2005 - Ess e Nha Cabo Verde
- 2008 - Verdade (Galileo Music)
- 2010 - Protegid (Galileo Music)
- 2011 - Carmen Souza Duo feat Theo Pas'cal London Acoustic set (Galileo Music)
- 2012 - Kachupada (Galileo Music)
- 2013 - Live at Lagny Jazz Festival (Galileo Music)
- 2015 - Carmen Souza & Theo Pascal - Epistola (Galileo Music)
- 2017 - Creology (Galileo Music)
- 2019 - The Silver Messengers (Galileo Music)
- 2022 - Interconnectedness (Galileo Music)